# Marville
Marville é uma comuna francesa na região administrativa de Grande Leste, no departamento de Meuse. Estende-se por uma área de 19,55 km². Em 2010 a comuna tinha 523 habitantes (densidade: 26,8 hab./km²).